# Щелапіно
Щелапіно (рос. Щелапино) — присілок в Володарському районі Нижньогородської області Російської Федерації.
Населення становить 22 особи. Входить до складу муніципального утворення Іллінська сільрада.

## Історія
Від 2009 року входить до складу муніципального утворення Іллінська сільрада.

## Населення
| 1859 | 1905 | 1926 | 1999 | 2002 | 2010 |
| ---- | ---- | ---- | ---- | ---- | ---- |
| 113  | ↗180 | ↘130 | ↘15  | ↗16  | ↗22  |